# Władysław Bednarz
Władysław Konrad Bednarz (ur. 26 marca 1908 w Warszawie, zm. 1997 w Białymstoku) – polski prawnik, sędzia śledczy prowadzący śledztwo w sprawie funkcjonowania obozu zagłady w Chełmnie, zwane „dochodzeniem Bednarza”. 

## Życiorys

### Dzieciństwo i młodość
Syn lekarza psychiatry Józefa Władysława Bednarza i Aleksandry z domu Radzimińskiej. Jego rodzice byli działaczami Polskiej Partii Socjalistycznej – Frakcja Rewolucyjna. Władysław urodził się w więzieniu Serbia, gdzie jego matka została uwięziona w związku z jej udziałem w przygotowywaniu zamachu na generała Gieorgija Skałona w sierpniu 1906 roku. Matka wraz z synem została zwolniona z więzienia 6 listopada 1908 roku, a ojciec 6 stycznia następnego roku. Następnie rodzina opuściła Królestwo Polskie i udała się do Lwowa, gdzie Józef podjął pracę w szpitalu psychiatrycznym. Wkrótce później małżeństwo rozpadło się, a opiekę nad Władysławem przejął ojciec.
Wraz z nim w 1912 roku przeniósł się do Petersburga. W trakcie I wojny światowej jego ojciec został powołany do służby w armii rosyjskiej, natomiast podczas obrony Lwowa zginął starszy brat Władysława – Jerzy Bitschan. W 1921 roku wraz z ojcem powrócił do Polski, następnie rozpoczął naukę w Gimnazjum Państwowym w Pruszkowie, którą później kontynuował w XI Państwowym Liceum i Gimnazjum im. Jana i Andrzeja Śniadeckich we Lwowie, gdzie zdał maturę w 1928 roku. Po niej podjął studia jako wolny słuchacz na Wydziale Prawa Uniwersytetu Jana Kazimierza, a po zdaniu uzupełniającej matury z języka łacińskiego został w 1929 roku immatrykulowany. W październiku 1930 roku przeniósł się na Wydział Prawa Uniwersytetu Warszawskiego, gdzie dwa lata później ukończył studia, uzyskując stopień magistra prawa.

### Kariera w sądownictwie

#### Do 1945 roku
W latach 1932–1936 pracował jako aplikant w Sądzie Okręgowym w Warszawie, w tym samym czasie był aktywnym działaczem Związku Harcerstwa Polskiego i Zrzeszenia Aplikantów i Asesorów. W styczniu 1935 roku zdał egzamin sądowy. W latach 1936–1937 pracował w Sądzie Okręgowym w Sosnowcu na stanowisku asesora i pełniącego obowiązki sędziego śledczego, a następnie ponownie w Sądzie Okręgowym w Warszawie jako asesor. W 1938 roku został nominowany na sędziego Sądu Grodzkiego w Łodzi, gdzie pracował do wybuchu II wojny światowej.  
W 1939 roku jego ojciec został zamordowany przez Niemców w Mniszku. Od 1940 roku prowadził kancelarię adwokacką w okupowanej Warszawie, praktykę zawiesił jednak po trzech latach. Od 1943 roku utrzymywał się z pracy dorywczej, m.in. jako pielęgniarz w szpitalu w Tworkach oraz pośrednik handlowy. Później prowadził także sklep w Złotokłosie.  

#### „Dochodzenie Bednarza” i Polska Misja Wojskowa
8 lutego 1945 roku wystąpił z wnioskiem o powrót do pracy na stanowisku sędziego w Sądzie Okręgowym w Łodzi. 30 kwietnia 1945 roku powrócił do służby jako sędzia. Początkowo oddelegowany został do prowadzenia śledztwa w sprawie niemieckich zbrodni na pacjentach polskich szpitali psychiatrycznych, m.in. szpitala w Kochanówce. Następnie, jako członek Wojewódzkiej Komisji Badań Zbrodni Niemieckich otrzymał zadanie zbadania obozu zagłady w Chełmnie. W ramach komisji współpracował m.in. z Zofią Nałkowską, Wacławem Barcikowskim, Filipem Friedmanem, Nachmanem Blumentalem, Stanisławem Batawią, Stefanem Kurowskim i Marią Gurowską, z którymi brał udział w pierwszym wyjeździe komisji do Chełmna. Podczas wyjazdu komisja odwiedziła Poddębice, Uniejów, Dąbie oraz Chełmno i Koło. W Chełmnie zwiedzono pozostałości pałacu, kościół oraz pogorzelisko po spichlerzu, odwiedzono także cmentarzysko w Lesie Rzuchowskim, gdzie odnaleziono ruszty z pieców krematoryjnych, pozostałości krematorium oraz duże ilości mączki kostnej i kości ludzkich. W Kole obejrzano natomiast synagogę, a na terenie tamtejszych zakładów Ostrowskiego – samochód, który uznano za odnalezioną mobilną komorę gazową.   
5 czerwca 1945 roku na zebraniu komisji ustalono, że Bednarz wraz z prokuratorem Julianem Leszczyńskim mają poprowadzić śledztwo w sprawie funkcjonowaniu obozu. Formalnie śledztwo wszczęto 14 czerwca 1945 roku, chociaż sędzia Bednarz przesłuchiwał świadków już od 9 czerwca. Mieszkał wówczas w Kole, przy ulicy Toruńskiej 64. Pierwszym przesłuchanym świadkiem był Mordechaj Podchlebnik, protokół z przesłuchania został wykorzystany przez Zofię Nałkowską do napisania opowiadania „Człowiek jest mocny” z cyklu „Medaliony”. W czerwcu 1945 roku wraz z miejscowymi mieszkańcami narodowości niemieckiej uporządkował synagogę mniejszą w Kole, wystąpił także z wnioskiem o zabezpieczenie odnalezionych w niej 4748 par butów, odpowiadał także za nadzorowanie przeprowadzonych w Lesie Rzuchowskim ekshumacji.    
Na przełomie czerwca i lipca 1945 roku przesłuchiwał Szymona Srebrnika. W lipcu 1945 roku osobiście brał udział w ekshumacji zamordowanych w Lesie Rzuchowskim polskich zakładników. 13 lipca 1945 roku zwrócił się z wnioskiem do sędziego śledczego w Koninie o przeprowadzenie śledztwa w sprawie mordu dokonanego na Żydach w lesie w miejscowości Kazimierz Biskupi. 31 lipca 1945 roku przesłuchiwał Mordechaja Żurawskiego. Na przełomie sierpnia i września 1945 roku przebywał na urlopie wypoczynkowym. We wrześniu 1945 roku brał udział w rozkopaniu terenu przy spichlerzu na terenie obozu w Chełmnie, gdzie odnaleziono jamę wypełnioną przedmiotami należącymi do ofiar obozu. W październiku 1945 roku powrócił do Łodzi i stamtąd kontynuował śledztwo, od listopada tego samego roku do pomocy Bednarzowi oddelegowano dwóch asesorów – Sabinę Krzyżanowską i Samuela Bronowskiego. W listopadzie 1945 roku prowadził wizję lokalną na terenie obozu, nadzorował także kolejne ekshumacje w Lesie Rzuchowskim, podczas których natrafiono na warstwę popiołu o grubości 50 cm, w którym odnaleziono fragmenty włosów, kości i inne przedmioty. W Chełmnie po raz ostatni przebywał 11 listopada 1945 roku.  W styczniu 1946 roku, w związku z powołaniem go w skład Polskiej Misji Wojskowej w Niemczech, przestał kierować śledztwem i zastąpiła go asesor Sabina Krzyżanowska, śledztwo zawieszono 29 marca 1947 roku. W związku ze śledztwem Bednarz osobiście przesłuchał 178 świadków, pozostawił po sobie obszerne i merytoryczne protokoły i akta, zgromadzone w 9 tomach.   
W 1946 roku otrzymał stopień oficerski majora, został także mianowany sędzią okręgowym śledczym w Łodzi. W tym samym roku Główna Komisja Badania Zbrodni Niemieckich w Polsce wydała w formie broszury referat Obóz straceń w Chełmnie nad Nerem jego autorstwa, którą przetłumaczono następnie na język angielski. Podczas procesów norymberskich na materiały zgromadzone przez Bednarza powoływali się Roman Rudenko i inni prokuratorzy radzieccy. Jego broszura stanowiła przez lata podstawowe źródło wiedzy o obozie zagłady w Chełmnie nad Nerem, również dla czytelników anglojęzycznych.
Bednarz brał także udział w poszukiwaniu zbiegłych zbrodniarzy nazistowskich, jego największym sukcesem było wytropienie Alberta Forstera, którego następnie osobiście wytypował i aresztował w obozie w miejscowości Fallingbostel. Wraz z Forsterem udał się następnie do Warszawy, gdzie ten miał oczekiwać na proces. Działalność w ramach Polskiej Misji Wojskowej zakończył 31 października 1946 roku.

#### Działalność po 1946 roku
Od 1 listopada 1946 roku do 27 września 1949 roku pracował w Prokuraturze Sądu Okręgowego w Warszawie, następnie, do 13 lutego 1950 roku, w Prokuraturze Sądu Apelacyjnego w Gdańsku, do 15 września 1950 roku w Prokuraturze Sądu Najwyższego, a później, do 30 czerwca 1955 roku, w Prokuraturze Generalnej. Był członkiem Polskiej Partii Robotniczej i Polskiej Zjednoczonej Partii Robotniczej. W 1955 roku na własną prośbę odszedł z pracy w sądownictwie.  
Od 1955 roku pracował jako adwokat w województwie białostockim, a od 1965 do 1970 roku jako radca prawny. Był także aktywnym działaczem samorządu adwokackiego. W latach 1961–1970 był rozpracowywany przez Wydział III Komendy Wojewódzkiej Milicji Obywatelskiej w Białymstoku, podejrzewano go o prowadzenie „wrogiej” i „rewizjonistycznej” działalności wśród inteligencji. Zmarł w 1997 roku. Został pochowany na cmentarzu farnym w Białymstoku.  
Z materiałów zebranych przez Bednarza korzystano podczas procesów m.in. Arthura Greisera, Waltera Pillera i Hermanna Gielowa.

### Życie prywatne
W 1934 roku ożenił się z Heleną Szulc, w 1935 roku urodziła im się córka Maria, a w 1942 roku syn Jerzy.

## Odznaczenia
- Złoty Krzyż Zasługi (1946)[18]